# ジョリン・ツァイ
ジョリン・ツァイ（中国語: 蔡依林、英語: Jolin Tsai、1980年9月15日 - ）は、台湾の女性歌手、ダンサー、実業家。本名は蔡依翎、出生名は蔡宜凌。台湾台北県新荘市（現：新北市新荘区）出身。所属レコード会社はソニー、事務所はエターナル。

## 人物
身長158cm、体重41kg、血液型O型。父親は漢族で、母親は台湾原住民パポラ族と漢族の混血である。

## 来歴

### 1999年 - 2001年：ユニバーサル
1998年9月、MTVの歌唱コンクールに参加し、一等賞を受賞。
1999年3月、レコード会社ユニバーサルに入社。同年5月、輔仁大学英文学科入学。同年7月、1stシングル「和世界做鄰居（Living with the World）」を発売。同年9月、1stアルバム『1019』を発売し、約40万枚を売り上げた。ルックス、歌唱力、ダンスと三拍子揃ったアイドルとしてティーンエイジャーを中心に支持を集め、「少年キラー」と言われるほどの人気を得る。
2000年4月、2ndアルバム『Don't Stop』を発売し、約45万枚を売り上げた。同年12月、3rdアルバム『Show Your Love』を発売し、約26万枚を売り上げた。
2001年3月、日本東京の『Asia Super Live』に出演。同年6月、映画『アトランティス 失われた帝国』の中国語主題歌「情不自禁（Where the Dream Takes You」を初披露。同年7月、4thアルバム『Lucky Number』を発売し、約15万枚を売り上げた。同年9月、『第18回MTV Video Music Awards』に初めてノミネートされ、楽曲「愛上了一条街（Fall in Love with a Street）」のミュージック・ビデオでInternational Viewer's Choice賞を受賞。同年にユニバーサルとの契約が終了。

### 2002年 - 2005年：ソニー
2002年、ソニーに移籍し、シングル「騎士精神（Spirit of the Knight）」を発売。
2003年3月、5thアルバム『看我72変（Magic）』を発売し、約150万枚を売り上げた。同年6月、輔仁大学英文学科卒業。同年8月、『第14回台湾金曲奨』にパフォーミング・アーティストとして出演。同年10月、映画『ヘブン・アンド・アース 天地英雄』の主題歌「海市蜃楼（Warriors in Peace）」を初披露。
2004年2月、6thアルバム『城堡（Castle）』を発売し、約200万枚を売り上げた。同年5月、『第15回台湾金曲奨』に初めてノミネートされ。同年8月、初のライブツアー『J1世界巡迴演唱會（J1 World Tour）』を開催。
2005年4月、7thアルバム『J-Game』を発売し 、約200万枚を売り上げた。同年5月、『第4回MTV Video Music Awards Japan』に初めてノミネートされ。同年9月、初のライブ・ビデオである『J1 Live Concert』を発売。同年にソニー・ミュージックとの契約が終了。「看我72変（Magic）」、「愛情三十六計（36 Tricks of Love）」、「野蛮遊戯（J-Game）」などのヒット曲により、台湾を代表するトップアイドル、ポップシンガーの地位を確立した。C-popに馴染みの薄い日本での知名度は高くないが、中華圏では絶大な人気がある。

### 2006年 - 2008年：キャピトル
2006年、キャピトルに移籍。同年5月、『第5回MTV Asia Awards』にパフォーミング・アーティストとして出演し、でスタイル賞を受賞し、8thアルバム『舞嬢（Dancing Diva）』を発売し、約250万枚を売り上げた。同年9月、2ndライブツアー『唯舞独尊世界巡迴演唱會（Dancing Forever World Tour）』を開催。
2007年6月、2ndライブ・ビデオである『地才（If You Think You Can, You Can!）』を発売し、『第18回台湾金曲奨』にパフォーミング・アーティストとして出演し、最優秀北京語女性歌手賞を初受賞し、楽曲「今天妳要嫁給我（Marry Me Today）」で最優秀楽曲賞を受賞。同年9月、9thアルバム『特務J（Agent J）』を発売し、約250万枚を売り上げた。同年11月、オーストラリアの女性歌手カイリー・ミノーグ（Kylie Minogue）とのコラボレーションアルバム「In My Arms」を歌唱した。
2008年6月、『第19回台湾金曲奨』にプレゼンターとして出演。同年10月、1st英語のカバー・アルバム『愛的練習語（Love Exercise）』を発売。同年にキャピトルとの契約が終了。

### 2008年 - 2018年：ワーナー
2008年12月、ワーナーに移籍。
2009年3月、10thアルバム『花蝴蝶（Butterfly）』を発売し、約100万枚を売り上げた。
2010年4月、『上海国際博覧会』台湾パビリオンの主題歌「台湾的心跳声（Heartbeat of Taiwan）」を歌唱した。同年8月、11thアルバム『Myself』を発売。同年12月、3rdライブツアー『Myself世界巡迴演唱會（Myself World Tour）』を開催。
2012年9月、12thアルバム『Muse』を発売し、『第19回MTVヨーロッパ・ミュージック・アワード』に初めてノミネートされ。
2013年1月、フランスカンヌの『MIDEM』に参加し、パリの『Taiwan Music Night』に出演。同年5月、『第24回台湾金曲奨』にパフォーミング・アーティストとして出演し、楽曲「大芸術家（The Great Artist）」で最優秀楽曲賞を受賞。同年10月、3rdライブ・ビデオである『Myself世界巡迴演唱會（Myself World Tour）』を発売。
2014年6月、英語のシングル「Now Is the Time」を全世界で発売。同年6月、『第25回台湾金曲奨』にパフォーミング・アーティストとして出演。同年11月、13thアルバム『呸（Play）』を発売し、日本の女性歌手安室奈美恵とのコラボレーション曲「I'm Not Yours」を初披露。
2015年5月、4thライブツアー『Play世界巡迴演唱會（Play World Tour）』を開催。同年6月、『第26回台湾金曲奨』に参加し、アルバム『呸』で最優秀北京語アルバム賞を受賞。同年9月、『第22回MTVヨーロッパ・ミュージック・アワード』にノミネートされ。同年12月、『第17回Mnet Asian Music Awards』にパフォーミング・アーティストとして出演し、Best Asian Artist賞を受賞。
2016年9月、『International Music Summit』に参加し、スウェーデンのDJアレッソ（Alesso）とのコラボレーション曲「I Wanna Know」を全世界で発売。同年10月、シングル「恋我癖（Ego-holic）」を発売。
2017年6月、オランダのDJハードウェル（Hardwell）とのコラボレーション曲「We Are One」を全アジアで発売。同年11月、映画『幸福路のチー』の主題歌「幸福路上（On Happiness Road）」を初披露。同年12月、映画『モンスター・ハント2』の主題歌「什麼什麼（Stand Up）」を初披露。
2018年1月、4thライブ・ビデオである『Play世界巡迴演唱會（Play World Tour）』を発売。同年6月、シングル「我对我（The Player）」を発売。

### 2018年 - 現在：ソニー
2018年12月、14thアルバム『Ugly Beauty』を発売。
2019年6月、『第30回台湾金曲奨』にパフォーミング・アーティストとして出演し、アルバム『Ugly Beauty』で最優秀アルバム賞を受賞し、楽曲「玫瑰少年（Womxnly）」で最優秀楽曲賞を受賞。同年11月、歌手王俊凱とのコラボレーション曲「心引力（Gravity）」を発売。同年12月、5thライブツアー『Ugly Beauty世界巡迴演唱會（Ugly Beauty World Tour）』を開催。
2020年4月、歌手イーソン・チャンとのコラボレーション曲「Fight as One」を発売。同年11月、ドラマ『狼殿下』の主題歌「我是誰（Who Am I）」、挿入歌「対立面（Opposite）」、エンディングソング「倒流（Turn Back Time）」を初披露。2021年3月、オランダのDJリハブ（R3hab）とのコラボレーション曲「Stars Align」を全アジアで発売。同年10月、アメリカのDJスティーヴ・アオキ（Steve Aoki）とのコラボレーション曲「Equal in the Darkness」を全アジアで発売。

## ディスコグラフィ
- 1999年：1019
- 2000年：Don't Stop
- 2000年：Show Your Love
- 2001年：Lucky Number
- 2003年：看我72変（Magic）
- 2004年：城堡（Castle）
- 2005年：J-Game
- 2006年：舞嬢（Dancing Diva）
- 2007年：特務J（Agent J）
- 2009年：花蝴蝶（Butterfly）
- 2010年：Myself
- 2012年：Muse
- 2014年：呸（Play）
- 2018年：Ugly Beauty

## 出演作品

### テレビドラマ
- 2003年：朝倉くんちょっと！ - 傅 宜伶 役

### CM/イメージキャラクター
- 2019年：Crest歯磨剤[64]
- 2020年：プーマ[65]
- 2022年：ブルガリ[66]
- 2024年：バルヴェニー ウイスキー[67]

## ツアー・ライブ
- 2004年－2006年：J1世界巡迴演唱會（J1 World Tour）
- 2006年－2009年：唯舞独尊世界巡迴演唱會（Dancing Forever World Tour）
- 2010年－2013年：Myself世界巡迴演唱會（Myself World Tour）
- 2015年－2016年：Play世界巡迴演唱會（Play World Tour）
- 2019年－2024年：Ugly Beauty世界巡迴演唱會（Ugly Beauty World Tour）

## 受賞
- 2001年、第18回MTV Video Music Awards International Viewer's Choice賞．作品：愛上了一条街（Fall in Love with a Street）
- 2006年、第5回MTV Asia Awards スタイル賞．
- 2007年、第18回台湾金曲奨 最も人気のある女性歌手賞．
- 2007年、第18回台湾金曲奨 最優秀北京語女性歌手賞．
- 2007年、第18回台湾金曲奨 最優秀楽曲賞．作品：今天妳要嫁給我（Marry Me Today） feat. デヴィッド・タオ
- 2013年、第24回台湾金曲奨 最優秀楽曲賞．作品：大芸術家（The Great Artist）
- 2015年、第26回台湾金曲奨 最優秀北京語アルバム賞．作品：呸（Play）
- 2015年、第17回Mnet Asian Music Awards Best Asian Artist賞．
- 2019年、第30回台湾金曲奨 最優秀アルバム賞．作品：Ugly Beauty
- 2019年、第30回台湾金曲奨 最優秀楽曲賞．作品：玫瑰少年（Womxnly）